# Об'єднане (Новгород-Сіверський район)
Об'єдна́не — село в Україні, у Новгород-Сіверській міській громаді Новгород-Сіверського району Чернігівської області. Населення становить 274 осіб. До 2020 орган місцевого самоврядування — Об'єднанська сільська рада.

## Географія
Селом тече річка Студенка.

## Назва
В давнину мало назву Карасівка. Карасівським бором протікала мала річка з озерцями, де водилися карасі, звідси й назва.

## Історія
Миколаївська церква з’явилася на річці Лосці водночас з появою в середині ХVІІ століття нових пільгових поселень – слобідок: Лоски, Карасівки, Сухомлинівки, Студінки на споконвічних землях – вотчині Новгород-Сіверського Спаського монастиря. Ще в ХVІ ст. в бору на Лосці було засноване початкове монастирське поселення – «починок Стонки, Стогони», а на Десні вже існувала «Корасевая пристань». Межі земель цього самого південного монастирського починку зазначені в грамоті 1551 р. по кругу – «вукол» від річки Молотечі по Чернігівський шлях по річку Лоску, її праву притоку Студінку та по Мізинську дорогу. Спаські монахи не обмежилися побудовою церкви на Лосці, вони влаштували там скит, філію Новгород-Сіверського монастиря, двір з вежами.
За статистичними даними 1859 р. в казенному селі Карасівці Кролевецького повіту нараховувалося 49 дворів, де проживало 275 казенних селян. Село знаходилося зі східного краю Карасівського бору на лівому березі річки Лоски. Бір позначений на Генеральному межовому плані  1869 р. літерою К-2. Він належав відомству Чернігівського управління Держмайна, його площа становила 561 десятину. 
Пашня карасівців знаходилася у двох місцях – на північний схід від деревні, суцільно піщана, та за Карасівським бором в бік Блистови на захід в трьох урочищах: Дігтярня, Гутнище та на Стахорському Шляху, впереміж із землями сухомлинівців та лосківців на сипучих пісках, шо далі на північ за Язвицьким яром переходили в глину. Щороку третину навозу йшло під посіви жита, решта – під коноплю, з неї виробляли пеньку та олію на сухомлинівській олійні, приналежній казенним селянам або на олійні Савицького біля Ушівської криниці. Сінокіс карасівців знаходився на болоті в урочищі Підслобідкою (Студінкою).  
У 1970-х рр. була проведена меліорація на річці Лоска, карасівське болото зробили сухим пасовищем, річка Карасівка залишила по собі назву сухої Карасівої Балки. Дорога, що йде ліворуч, західніше балки вгору від Карасівки зветься  селянами Татарським шляхом, вона виводить на вододіл. Ним приходили татари в Карасівку, а селяни ховалися на болотах в курилівському лузі, там за островом Дубина археолог Василь Єлисейович Куриленко (1930-2011), уродженець села Курилівки, віднайшов два місця їхніх схованок. 
Шведи теж залишили по собі Шведську дорогу – накот з колод, зроблений шведами в 1708 р. для проходження їхнього війська по болоту, по греблі від Карасівки до Курилівки. Накот не завадив карасівцям мати свою пристань на Лосці для сплаву лісу до Десні. Пристань діяла до війни, коли вирубали тисячолітню ушівську дубину на будівництво Дніпрогесу.
Первісні люди неандертальці теж залишили свій слід в Карасівці на піщаній горі Памірки. Проведені Куриленком у 2006 р. розкопки на Памірках та сусідніх Сокірках виявили понад сотню речей доби мустьє 80-тисячної данини, тобто на 60 тисяч років давніші за речі всесвітньовідомої Мізинської палеолітичної стоянки кроманьйонців 20 тисячної давнини. Отже, Карасівку обживали люди двох фізичних типів руді неандертальці та чорняві кроманьйонці, а вижили на ній тільки русяві карасівці.
12 червня 2020 року, відповідно до розпорядження Кабінету Міністрів України № 730-р «Про визначення адміністративних центрів та затвердження територій територіальних громад Чернігівської області», увійшло до складу Новгород-Сіверської міської громади.
19 липня 2020 року, в результаті адміністративно - територіальної реформи та ліквідації колишнього Новгород-Сіверського району, село увійшло до новоствореного Новгород-Сіверського району Чернігівської області.